# Leiopathes

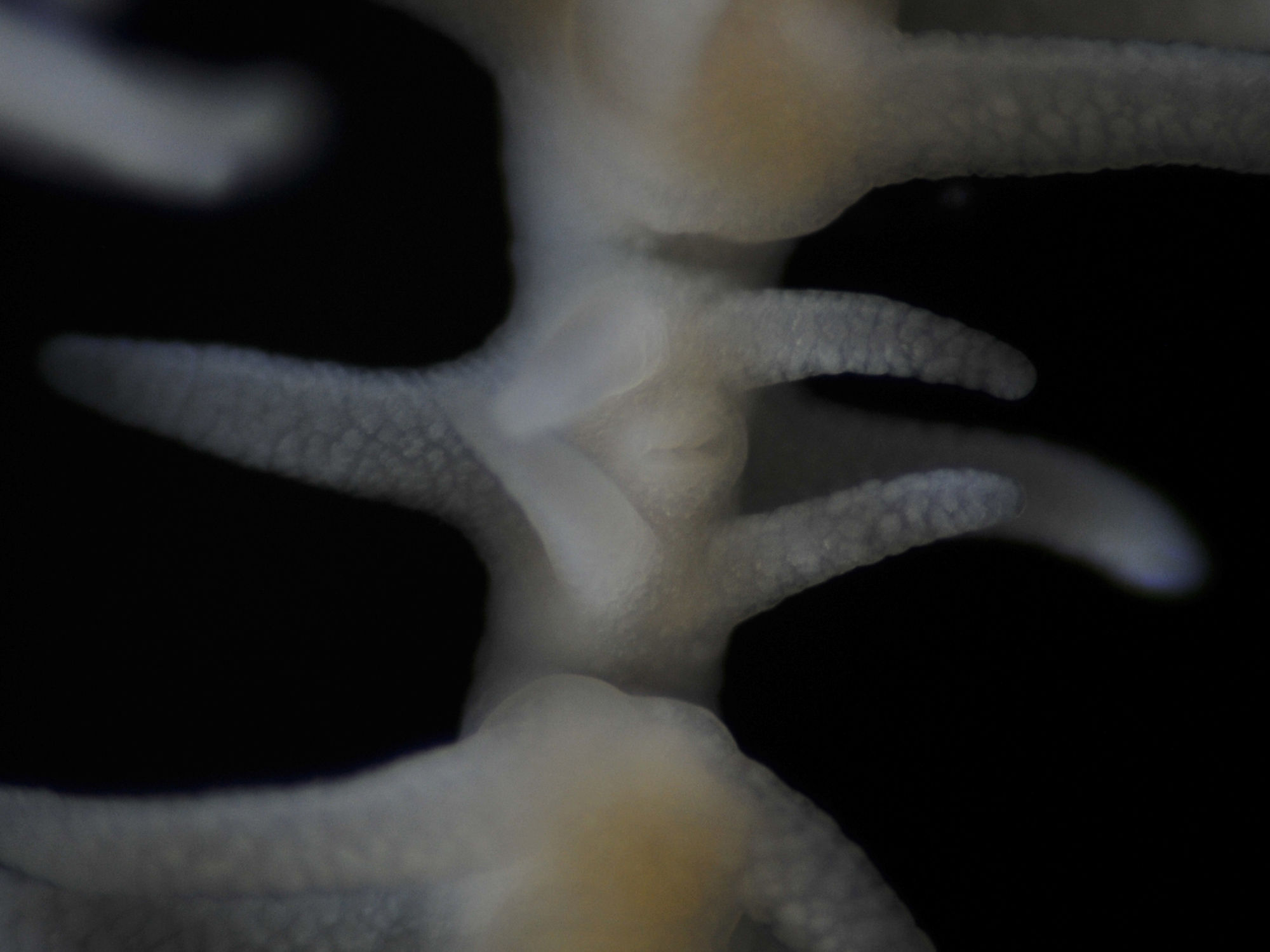
Pólipo de Leiopathes, en el que se pueden apreciar los dos tentáculos mayores

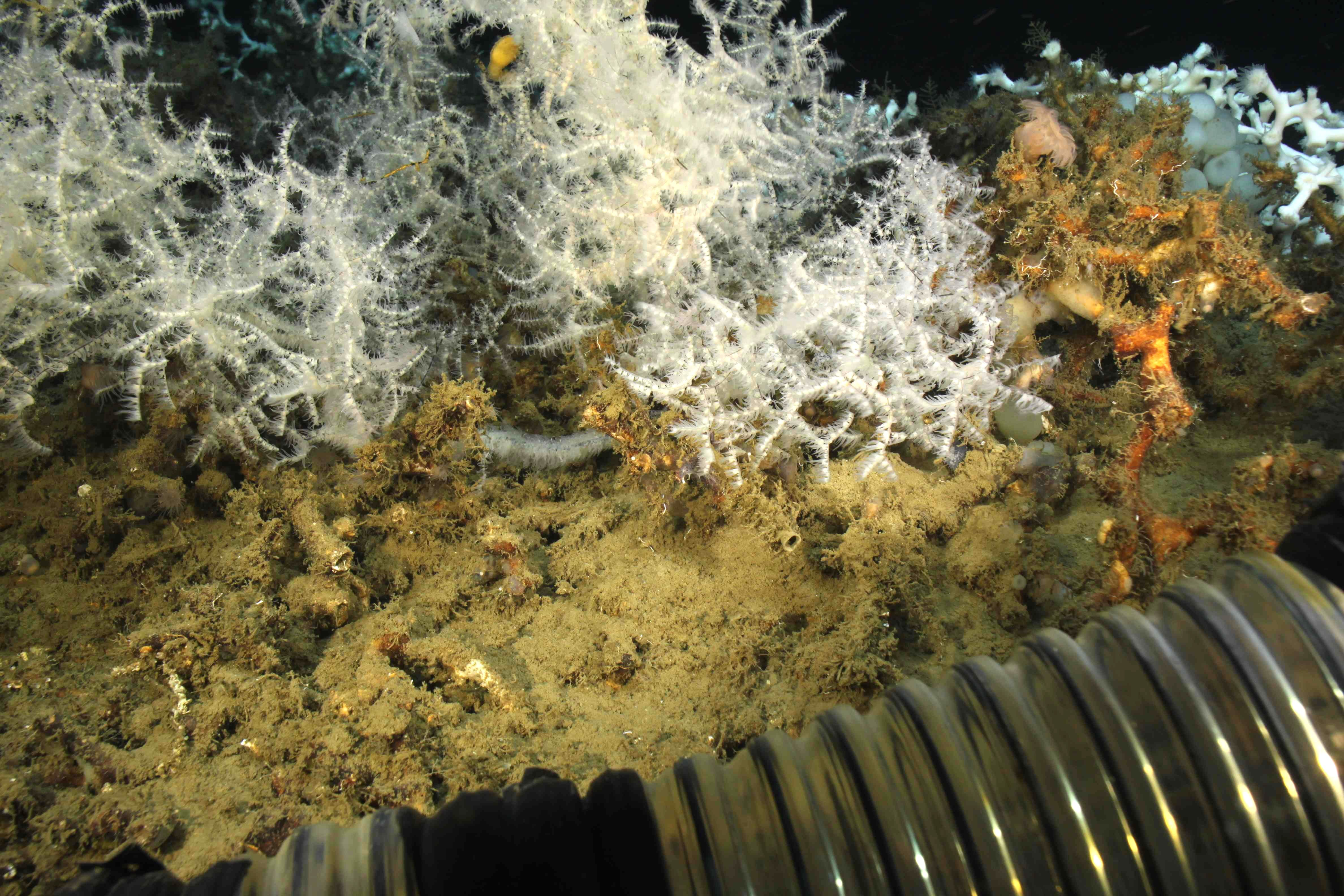
Leiopathes sp. en el Golfo de México.

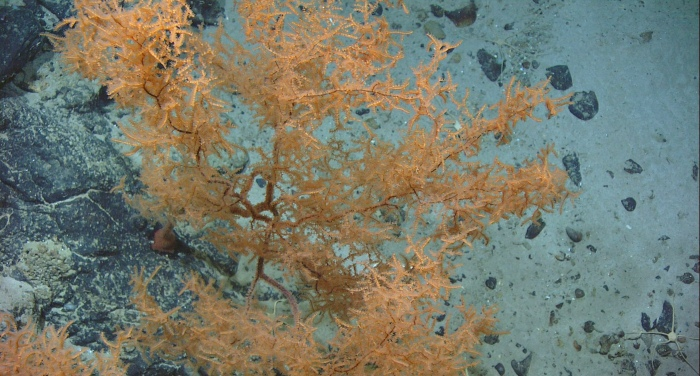
Leiopathes sp. en cadena montañosa de Nueva Inglaterra.

Leiopathes es el único género de corales de la familia Leiopathidae.
A sus componentes se les denomina corales negros, debido al color negro, o marrón oscuro, de su esqueleto. Es el organismo marino viviente de mayor longevidad conocida, ¡más de 4.000 años!.

## Morfología
Son antozoos coloniales sin esqueleto calcáreo, caracterizados por un esqueleto, o corallum, proteínico, que da flexibilidad a la estructura de soporte de la colonia. Su morfología tiene estructura arbórea, con ramificación simpodial, y ramas de diverso tamaño, y dispuestas irregularmente. El esqueleto es secretado por el tejido epitelial axial de los pólipos, en capas concentrícas alrededor de un pequeño núcleo central.
Características de la familia son las espinas que brotan del esqueleto, que están pobremente desarrolladas, y la pérdida de pínulas.
Los pólipos tienen unos pocos milímetros, y poseen 6 tentáculos simples no retráctiles; los 2 que corresponden con el eje de la boca son más largos. También poseen 6 mesenterios (divisiones de la cavidad gastrovascular) primarios, y 6 mesenterios secundarios completos. 
El número de mesenterios, y la morfología del corallum, los pólipos y las espinas axiales, son las características taxonómicas usadas en su clasificación.
El color de sus tejidos puede ser blanco, amarillo, naranja, rojo, o rosa.

## Especies
Actualmente, el Registro Mundial de Especies Marinas acepta las siguientes especies en el género:
- Leiopathes acanthophora. Opresko, 1998
- Leiopathes bullosa. Opresko, 1998
- Leiopathes expansa. Johnson, 1899
- Leiopathes glaberrima. (Esper, 1788)
- Leiopathes grimaldii. Roule, 1902
- Leiopathes montana. Molodtsova, 2011
- Leiopathes secunda. Opresko, 1998
- Leiopathes valdiviae. (Pax, 1915)

## Hábitat y distribución
Estos corales se encuentran en las cuencas oceánicas del Atlántico y del Pacífico, tanto en aguas tropicales como templadas. Usualmente habita en montañas y fondos marinos, y en zonas con corrientes.
Su rango de profundidad está entre 37 y 2350 m, y su rango de temperatura, entre 3.52 y 25.56 °C.

## Alimentación
Su ubicación en aguas profundas se debe a que no poseen zooxantelas en sus tejidos, por lo que no necesitan la luz para alimentarse, como la mayoría de los corales. Son suspensívoros, o que se alimentan del plancton en suspensión de la columna de agua. En zonas con fuertes corrientes unidireccionales.
Adicionalmente, segregan una mucosidad que cubre su cuerpo, con el fin de atrapar partículas de comida, que son arrastradas hacia la boca más cercana, ayudados por la corriente.

## Reproducción
Los pólipos son estrictamente gonocóricos, o de sexos separados, y las colonias son macho o hembra. La producción de gametos es estacional y relacionada con los cambios de temperatura. No hay evidencias de fertilización interna, lo que indica que, tanto la fertilización, como el desarrollo larvario, se producen externamente en la columna de agua. 
También se reproducen asexualmente, como la mayoría de corales, tanto por laceración, como por gemación.